# Jacob Perreault
Jacob Perreault (Montreal, Quebec, 15 de abril de 2002) es un jugador profesional canadiense de hockey sobre hielo que se desempeña en la posición de extremo derecho en Anaheim Ducks, equipo de la National Hockey League (NHL).

## Carrera
Fue seleccionado en la primera ronda en la NHL Entry Draft de 2020. En 2021 hizo su debut profesional con el equipo Anaheim Ducks, donde lleva jugando tres temporadas.